# بودو زیوزیوادزه
بودو زیوزیوادزه (گرجی: ბუდუ ზივზივაძე؛ زادهٔ ۱۰ مارس ۱۹۹۴) بازیکن فوتبال اهل گرجستان است.
از باشگاه‌هایی که در آن بازی کرده‌است می‌توان به باشگاه فوتبال اوی‌پشت، باشگاه فوتبال مول فهروار، و باشگاه فوتبال اسبیرگ اشاره کرد.
وی همچنین در تیم‌های ملی فوتبال زیر ۱۷ سال، زیر ۱۹ سال، زیر ۲۱ سال و بزرگسالان گرجستان بازی کرده‌است.